# Hesperapis rufipes
Hesperapis rufipes là một loài ong trong họ Melittidae. Loài này được Ashmead miêu tả khoa học đầu tiên năm 1899.